# Municipio de Ocampo (Guanajuato)
El municipio de Ocampo es uno de los 46 municipios que conforman el estado de Guanajuato, en México. Según datos del Censo de Población y Vivienda 2020 efectuado por el Instituto Nacional de Estadística y Geografía, el municipio cuenta con una población total de 26,383 habitantes. La cabecera municipal y localidad principal es la ciudad de Ocampo.

## Antecedentes prehispánicos
La población de Ocampo tiene un centro Arqueológico denominado "El Cóporo", que por su magnitud territorial y vestigios se pudiera considerar de gran importancia en el Noroeste del Estado de Guanajuato, los municipios cercanos a él como lo son la región de Jalisco, San Luis Potosí. Anteriormente, formaba parte de lo que hoy es el Municipio de San Felipe, Guanajuato. Sin embargo, debido a causas políticas se separó de éste, dando origen al municipio de Ocampo, Guanajuato.
Ocampo se caracteriza por su zona arqueológica que es de las pocas que hay en el estado de Guanajuato.

## Demografía

### Localidades
En el censo de 2020 el municipio de Ocampo contaba con 116 localidades.
| Código INEGI      | Localidad            | Población (2020) |
| ----------------- | -------------------- | ---------------- |
| 110220001         | Ocampo               | 7 324            |
| 110220077         | Santa Bárbara        | 2 317            |
| 110220030         | La Escondida         | 2 053            |
| 110220038         | San Pedro de Ibarra  | 1 254            |
| 110220085         | San José del Torreón | 1 165            |
| 110220236         | San Antonio          | 1 099            |
| 110220032         | Gachupines           | 1 042            |
| Otras localidades | Otras localidades    | 10 129           |
| Total municipal   | Total municipal      | 26 383           |

## Gobierno y política
Ocampo es uno de los 46 Municipios Libres pertenecientes al Estado de Guanajuato, cuya Constitución Política establece que:
"ARTÍCULO 106. El Municipio Libre, base de la división territorial del Estado y de su organización política y administrativa, es una Institución de carácter público, constituida por una comunidad de personas, establecida en un territorio delimitado, con personalidad jurídica y patrimonio propio, autónomo en su Gobierno Interior y libre en la administración de su Hacienda."
"ARTÍCULO 107. Los Municipios serán gobernados por un Ayuntamiento. La competencia de los Ayuntamientos se ejercerá en forma exclusiva y no habrá ninguna autoridad intermedia entre los Ayuntamientos y el Gobierno del Estado."
| NOMBRE                             | PERIODO                          | PARTIDO |
| ---------------------------------- | -------------------------------- | ------- |
| Domingo Araiza Quiroz              | 1910                             |         |
| Monico Salas                       | 1911-1925                        |         |
| Luis Araiza                        | 1929                             |         |
| Ramón López Mendoza                | 1930                             |         |
| José Guadalupe López Murgado       | 1933-1935                        |         |
| Pedro Orta                         | 1936-1939                        |         |
| Juan Benavides Reyes               | 1940-1941                        |         |
| Pablo Segura Martínez              | 1942-1943                        |         |
| Luis Penilla López                 | 1943-1944                        |         |
| J. Jesús Moreno H                  | 1944-1945                        |         |
| J. Jesús López Lomelí              | 1945-1946                        |         |
| Benito Rodríguez                   | 1946-1947                        |         |
| Agustín Pérez de Jesús             | 1948-1949                        |         |
| Miguel Serna Martínez              | 1950-1951                        |         |
| Francisco M. Banda                 | 1952-1954                        | PRI     |
| Ignacio Vázquez Sánchez            | 1955-1957                        |         |
| José Leonardo Lara Ramírez         | 1958-1960                        |         |
| J. Jesús Pérez Salas               | 1961                             |         |
| J. Jesús Vázquez Sánchez           | 1962-1963                        |         |
| Miguel Herrera Torres              | 1964-1966                        |         |
| J. Jesús Vázquez Sánchez           | 1967-1969                        |         |
| Ramón López Martínez               | 1970-1972                        |         |
| Miguel Jasso Cedillo               | 1973                             |         |
| J. Jesús Vázquez Sánchez           | 1974-1976                        |         |
| Miguel Jasso Cedillo               | 1977-1979                        |         |
| J. Jesús Aranda Cardona            | 1980-1982                        |         |
| J. Marcos Aguiñaga González        | 1983-1985                        |         |
| José de la Luz Pedroza Torres      | 1986-1988                        |         |
| Mario Ramón López Díaz de León     | 1989-1991                        |         |
| Luciano Ortega López               | 1992-1994                        | PRI     |
| Mario Ramón López Díaz de León     | 1995-1997                        | PRI     |
| Gustavo Adolfo Cortez Sánchez      | 1998-2000                        | PRI     |
| Francisco Javier Pedroza Moreno    | 2000-2003                        | PAN     |
| Miguel Ángel Banda Escalante       | 2003-2006                        | PAN     |
| Francisco Javier Pedroza Moreno    | 2006-2009                        | PAN     |
| Raúl Castillo López                | 2009-2012                        | PRI     |
| Francisco Pedroza Torres           | 2012-2015                        | PAN     |
| Érick Silvano Montemayor Lara      | 2015-2018                        | PRI     |
| Aldo Mauricio Bocanegra Rangel     | 26 de marzo- 15 de julio de 2018 | PRI     |
| María Guadalupe Rodríguez Martínez | 2018-2021                        | PAN     |
| Érick Silvano Montemayor Lara      | 2021-2024                        | PRI     |
| Emmanuel Hernández Ruiz            | 31 de marzo- 9 de junio de 2024  | PRI     |

## Geografía
El municipio de Ocampo tiene una superficie territorial de 1,132 kilómetros cuadrados, lo que representa el 3.7 % de la superficie total del estado de Guanajuato. Este municipio colinda al norte con el estado de San Luis Potosí y con Zacatecas; al sur y este con el municipio de San Felipe  y al poniente con el estado de Jalisco.

## Turismo
El sitio Arqueológico "El Cóporo", parque particular El Saucito, Parroquia de San Juan Bautista, Templo de San Pedro Apóstol, la Presidencia municipal, Los Charcos y La Haciendita.

## Servicios de salud
El municipio cuenta con unidades de salud del sector público y privado, entre las que destacan los servicios por parte de la secretaría con 7 Unidades de salud entre ellas:
1. Un C.A.I.S.E.S. "Centro de Atención Integral de Servicios Esenciales de Salud.
2. Cinco U.M.A.P.S. "Unidad Médica de Atención Primaria de Salud"
3. Una Caravana de Salud (esta es una unidad móvil con equipo intinerante de salud).

Por parte del IMSS solo se cuenta con una clínica de atención primaria,
Los servicios de salud del municipio tienen el apoyo directo de las unidades de emergencia, como lo son la cruz roja, bomberos y protección civil; que además están coordinadas con el servicio 066 bien coordinada por la dirección de seguridad pública municipal

## Educación
Ocampo tiene 50 escuelas:
- Escuela Primaria 18 de Marzo (Área de La Tinajia) - .[8]
- Escuela Primaria Urbana Gral Vicente Guerrero[9]

## Galería de imágenes

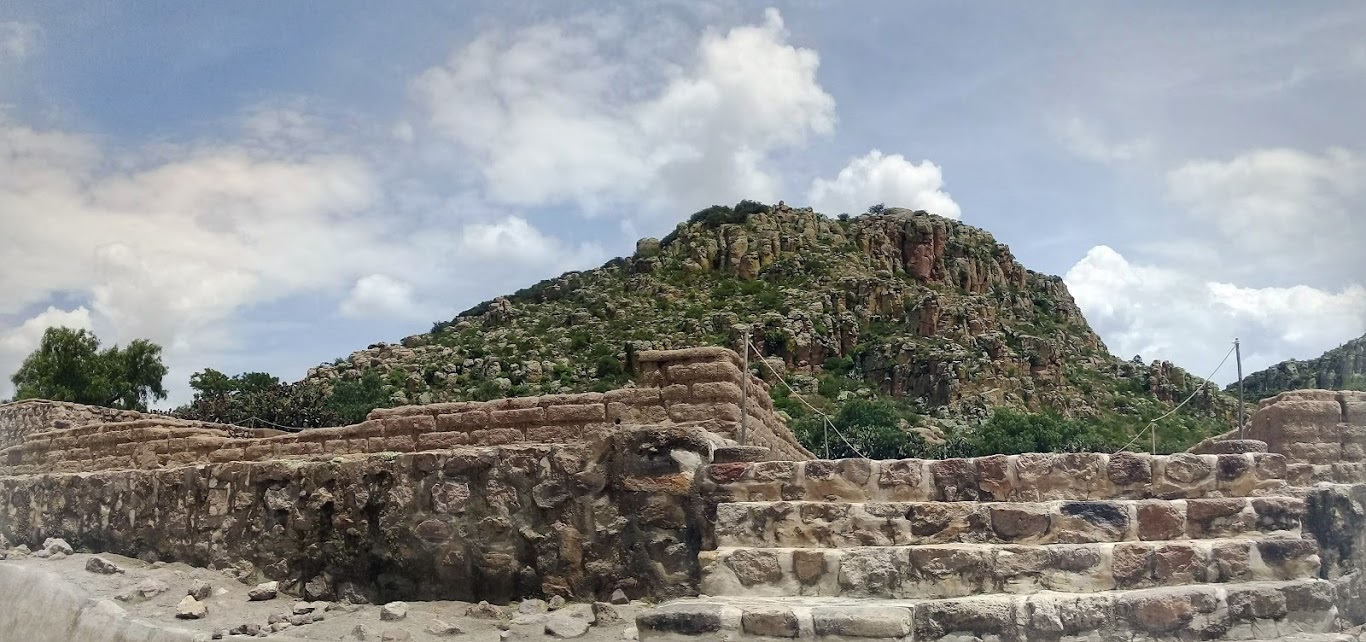
Zona arqueológica de El Cóporo
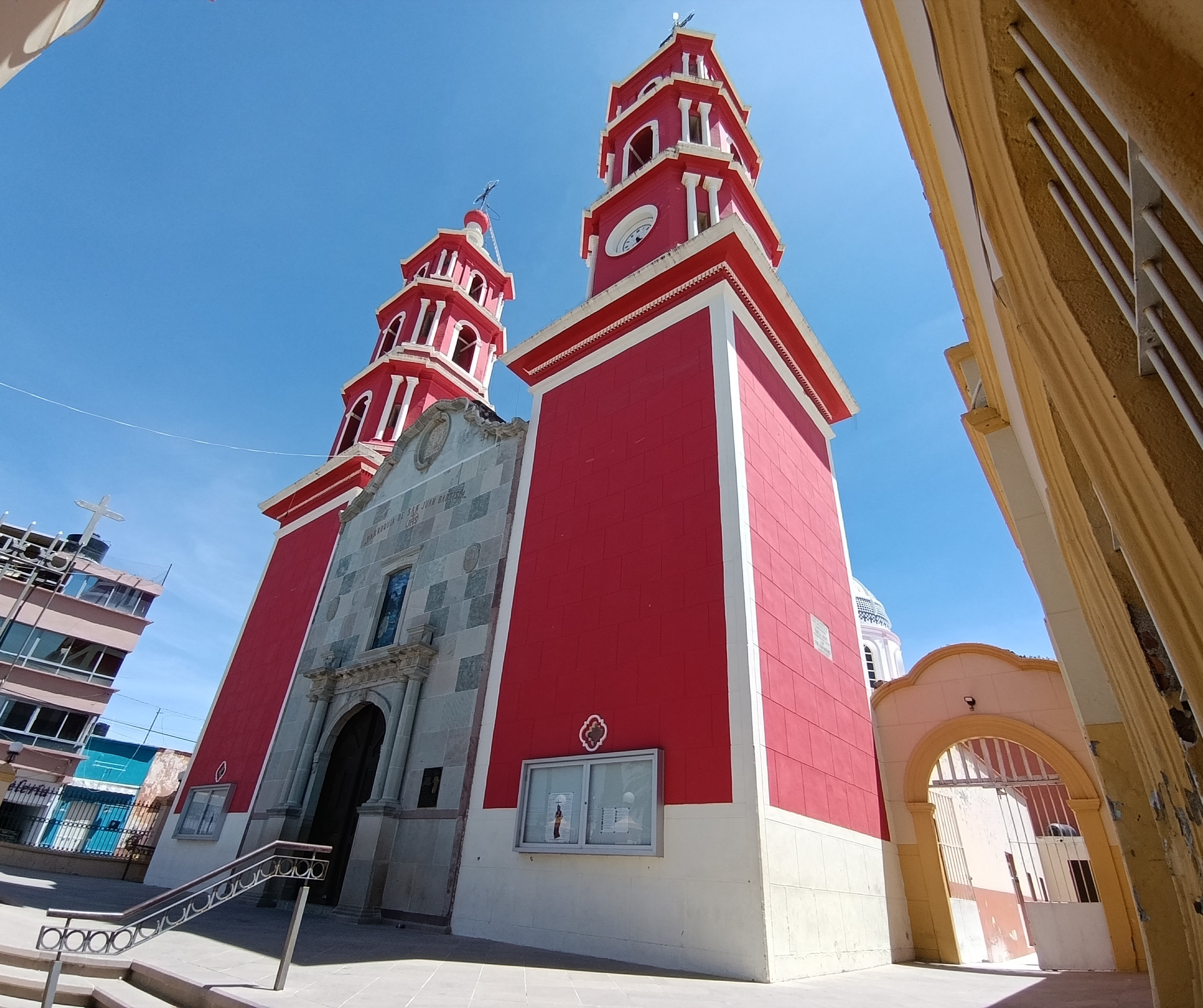
Parroquia de San Juan Bautista
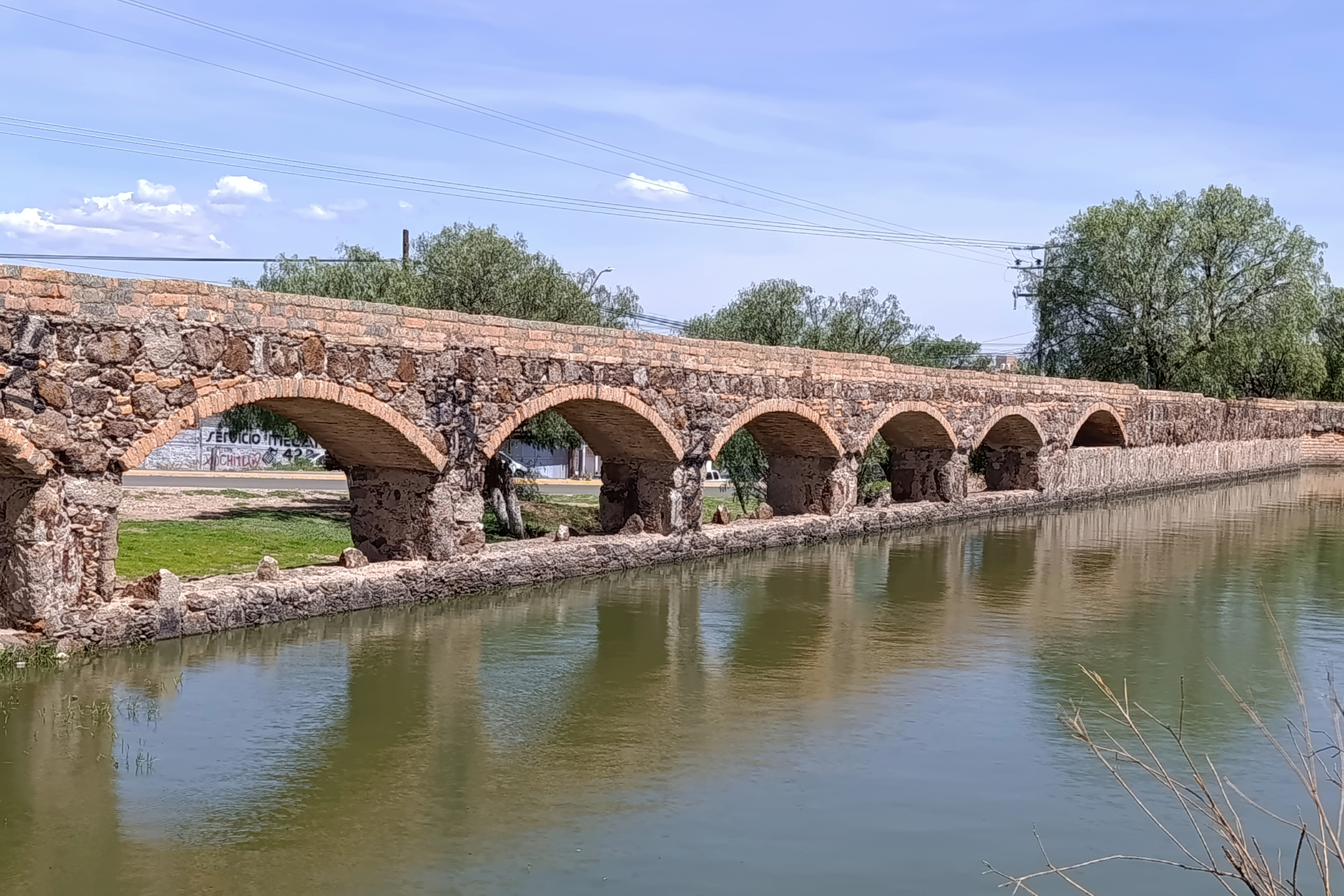
Presa de San Agustín
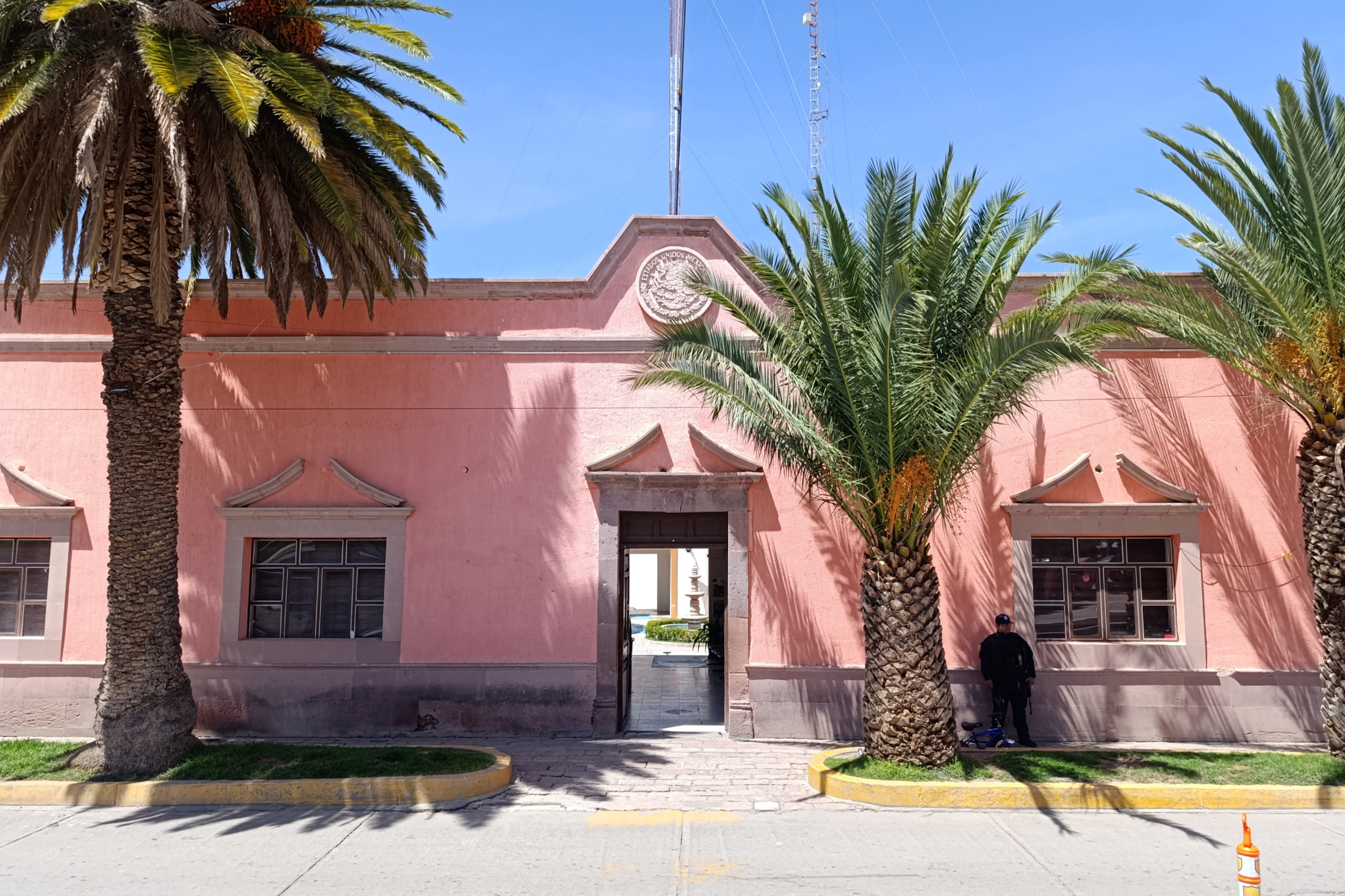
Presidencia Municipal